# فرنك سانت غالن
فرنك سانت غالن هو عملة كانتون سانت غالن السويسري بين 1798 و1850. قسم إلى 10 باتزن وكل منها إلى 4 كرويتزر أو 16 بفينيغ.
كان الفرنك السويسري عملة الجمهورية الهلفتيكية منذ 1798، مستبدلًا ثالر سانت غالن في سانت غالن. توقفت الجمهورية عن إصدار العملات في 1803. قامت سانت غالن بإصدار عملتها الخاصة بين 1807 و1817. في 1850، قدم الفرنك السويسري حيث 1½ فرنك سويسري = 1 فرنك سانت غالن.

## القطع المعدنية
صدرت قطع بيلون من فئات 1 بفينيغ و½ و1 كرويتزر و½ و1 و1½ باتزن كما عادلت 1½ باتزن 6 كرويتزر. أما القطع الفضية فكانت من فئة 5 باتزن وتعادل ½ فرنك.